# پترولوم ایر سرویسز
پترولوم ایر سرویسز (به انگلیسی: Petroleum Air Services) یک شرکت هواپیمایی با کد یاتا PS است که در ۱۹۸۲ میلادی تأسیس شده‌است. دفتر مرکزی پترولوم ایر سرویسز در قاهره، مصر واقع شده‌است.